# Cueva de Zeus

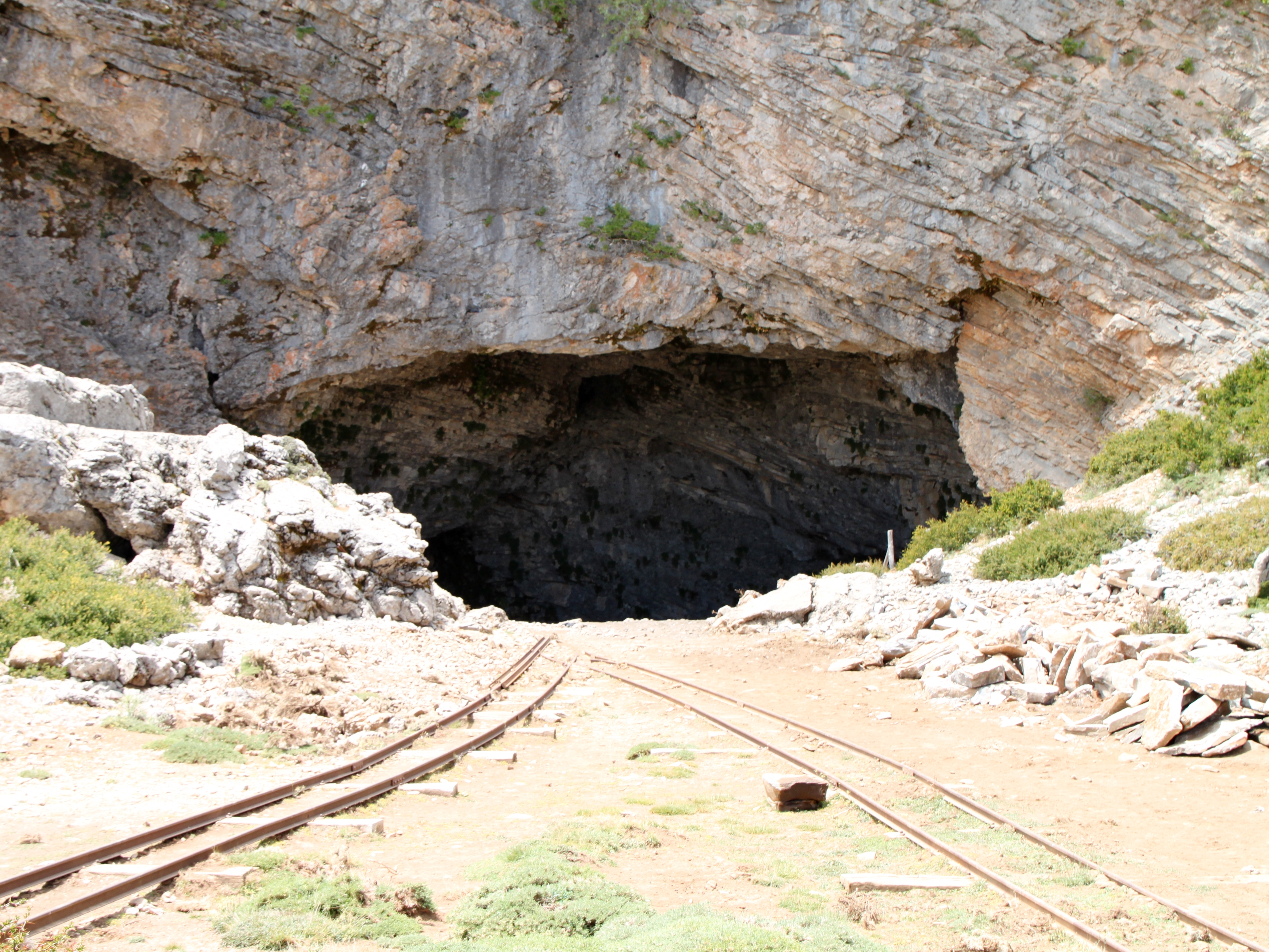
Entrada de la cueva de Zeus

La Cueva de Zeus es un sistema de cavernas ubicado en la falda del monte Ida, a unos 1500 m de altura, en la isla de Creta, Grecia. Esta profunda cueva cuenta con una sola entrada y posee formaciones de estalactitas y estalagmitas.  

## Tradiciones
En la Antigua Grecia fue un lugar de culto donde se realizaban ritos de iniciación de los jóvenes. Se creía que había sido la cueva donde la titánide Rea había ocultado al infante Zeus para protegerlo de su padre Crono, quien pretendía tragárselo como a otros de su progenie. Es una de numerosas cuevas donde se cree que tuvo lugar el nacimiento o que fue el escondite de Zeus. De acuerdo a una variante de esta leyenda, los Curetes, un grupo de genios míticos, se reunieron frente a esta cueva para realizar danzas de guerra con el fin de impedir que Crono escuchase llorar al niño.
Se decía que el rey Minos subía cada nueve años a la cueva de Zeus, o bien que subió allí durante nueve años, y que las leyes que promulgaba las presentaba como mandatos de Zeus.
Según un relato de Porfirio, el mismo Pitágoras, adornado con la lana de un carnero negro, estuvo nueve días en la cueva del Ida, donde realizó tres rituales y ofreció un sacrificio a Zeus. Por último, grabó un epigrama que empezaba diciendo:

Aquí yace, tras su muerte, Zan, a quien suelen llamar Zeus.
Porfirio, Vida de Pitágoras, 17.

## Arqueología

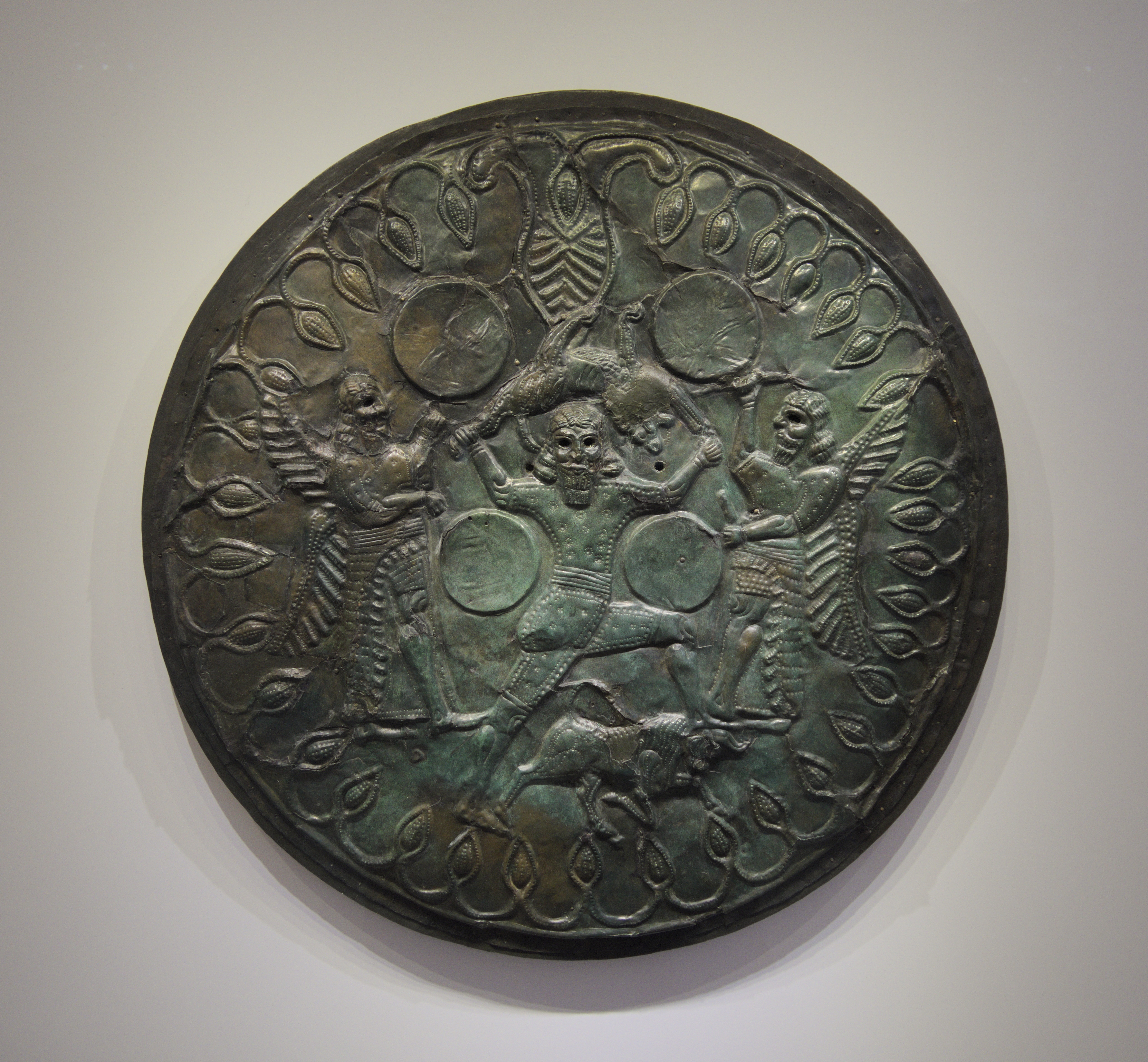
Uno de los escudos votivos de bronce que probablemente representa a Zeus y a los Curetes, Museo Arqueológico de Heraclión.

La gruta fue redescubierta en 1884 y explorada el año siguiente por Federico Halbherr. Posteriormente hubo dos  excavaciones de poca magnitud realizadas en 1917 por Stefanos Xanthoudidis y en 1956 por Spyridon Marinatos y a partir de 1982 empezaron unas excavaciones a gran escala dirigidas por Yannis Sakellarakis y Efi Sapouna.
A unos 14 m de la entrada se encuentra el gran altar, hecho con un gran bloque de roca. El interior de la cueva está dividido en tres espacios principales: una gran sala central que tiene un desnivel pronunciado y dos cavidades posteriores. 
Los restos más antiguos pertenecen a los últimos siglos del periodo neolítico. La presencia humana en la cueva fue constante durante todo el periodo minoico, pero fue durante la época tardo-minoica cuando el lugar experimentó un florecimiento relacionado con el culto en este lugar a una divinidad de la vegetación que moría y renacía cada año. En un momento dado esta divinidad debió ser sustituida por el dios griego Zeus y su culto perduró en la cueva durante las sucesivas épocas históricas hasta que cesó en el siglo V d. C., época a la que pertenecen algunas lámparas halladas en la cueva.
Las excavaciones revelaron un gran número de ofrendas votivas en este sitio. Entre ellas destacan una serie de escudos de los siglos VIII y VII a. C. realizados con láminas de bronce repujado en los que se representan animales o escenas de caza de estilo orientalizante. Otro de estos escudos representa a una divinidad (quizá Zeus) entre dos figuras con alas que tocan instrumentos musicales.
En el sitio arqueológico de Zóminthos, situado a unos 11 km de la cueva de Zeus, se han hallado los restos de un asentamiento donde se ha sugerido que estaba instalado el sacerdocio de la cueva de Zeus.